# Breznica (Slowakei)
Breznica (bis 1927 slowakisch „Brežnica“ oder „Veľká Brežnica“; ungarisch Nagyberezsnye – bis 1902 Nagybrezsnyice) ist eine Gemeinde im Bezirk Stropkov in der Ostslowakei.

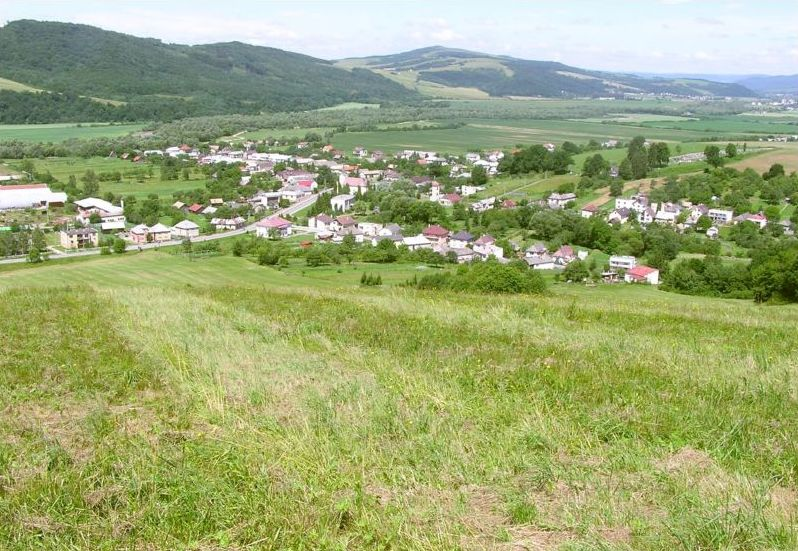
Blick auf Breznica

Die Gemeinde Breznica liegt am linken (östlichen) Ufer der Ondava und grenzt unmittelbar an das Gebiet der Stadt Stropkov. Das Ondavatal ist im Bereich Breznicas etwa ein bis zwei Kilometer breit und nimmt hier den etwa zwölf Kilometer langen Nebenfluss Breznička auf. Die umliegenden Berge des Ondavská vrchovina (Ondauer Bergland) erreichen Höhen von 500 Metern über dem Meer.
Breznica ist ein für den Nordosten der Slowakei typisches, gepflegtes Straßendorf, das sich auf fast 1,5 Kilometern Länge an der Fernstraße 15 (slowakische Bezeichnung: I/15) entlangzieht, die von Svidník nach Vranov nad Topľou führt und als Transitstraße von Südostpolen nach Ungarn dient.
Nachbargemeinden von Breznica sind Stropkov im Norden, Brusnica im Osten, Piskorovce im Südosten, Miňovce im Süden, Nižná Olšava im Westen sowie Šandal im Nordwesten.
Als Wrezniche wurde der Ort im Jahr 1404 erstmals erwähnt, seit 1927 gilt die heutige Schreibweise. Vorher war der slowakische Name (Veľká) Brežnica, die magyarisierte ungarische Bezeichnung ist Nagyberezsnye, bis 1888 war der Name Nagybresnice, bis 1902 Nagybrezsnyice offiziell. Die katholische Kirche, die Sankt Joseph (slow. Svätý Jozef) geweiht ist, entstand 1763.

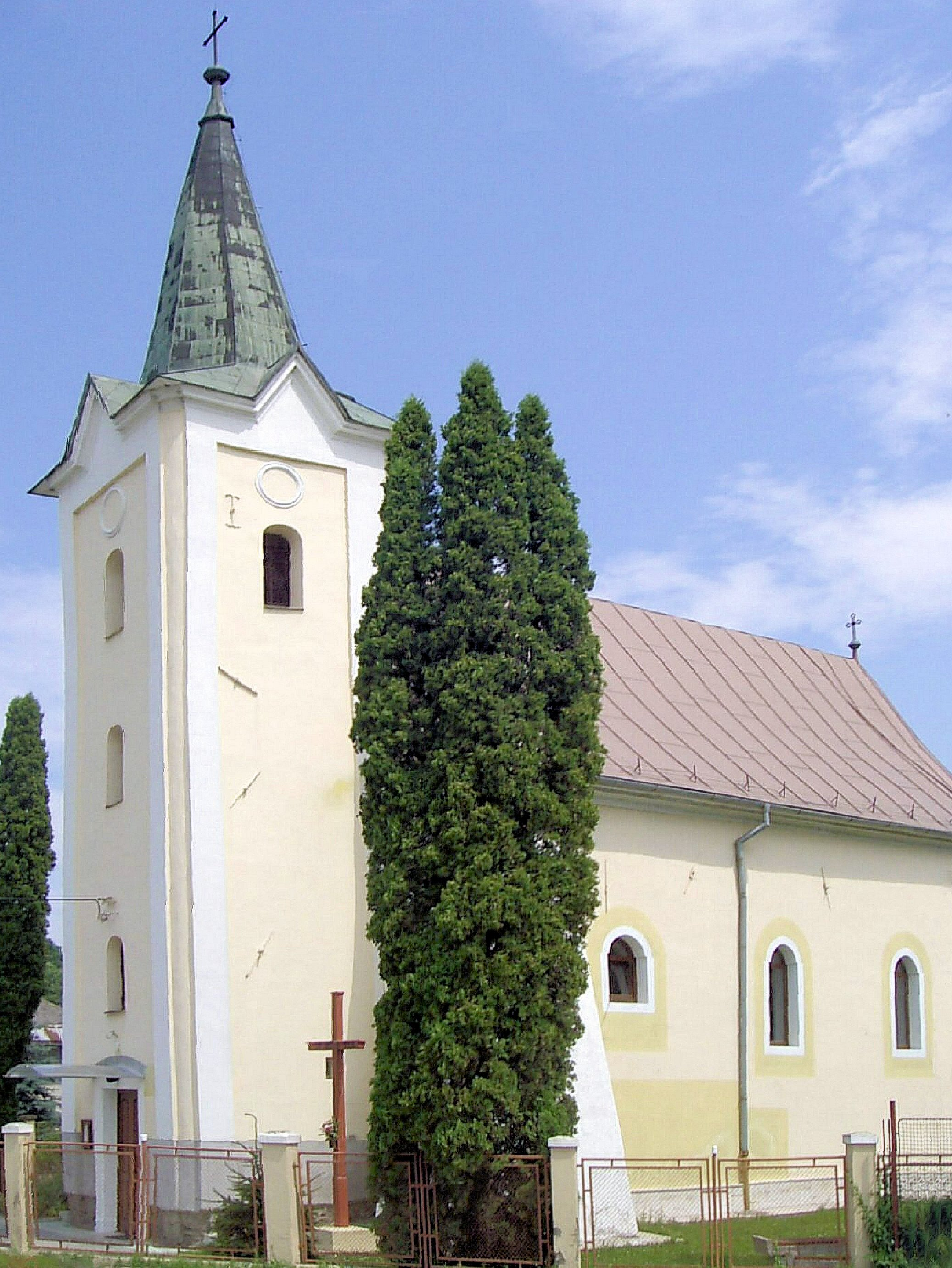
Kirche in Breznica

Die Bevölkerung besteht zu fast 99 % aus Slowaken. 87 % der Einwohner gaben als Konfession römisch-katholisch an, ca. 10 % bekennen sich zur Griechisch-katholischen Kirche.
Breznica ist Standort einer Grundschule (bis zur vierten Klassenstufe).

## Bevölkerung
| Jahr                | 1994 | 2004     | 2014     | 2024    |
| ------------------- | ---- | -------- | -------- | ------- |
| Anzahl der Personen | 645  | 725      | 813      | 849     |
| Unterschied         |      | +12,40 % | +12,13 % | +4,42 % |

| Jahr                | 2023 | 2024    |
| ------------------- | ---- | ------- |
| Anzahl der Personen | 848  | 849     |
| Unterschied         |      | +0,11 % |

## Belege
1. ↑  Hustota obyvateľstva - obce [om7014rr_obc=AREAS_SK, v_om7014rr_ukaz=Rozloha (Štvorcový meter)]. Statistical Office of the Slovak Republic, 31. März 2025, abgerufen am 31. März 2025 (slowakisch).
2. ↑  Počet obyvateľov podľa pohlavia - obce (ročne) [om7101rr_obce=AREAS_SK]. Statistical Office of the Slovak Republic, 31. März 2025, abgerufen am 31. März 2025 (slowakisch).
3. ↑  Statistikportal MOŠ (Seite nicht mehr abrufbar, festgestellt im April 2018. Suche in Webarchiven)  Info: Der Link wurde automatisch als defekt markiert. Bitte prüfe den Link gemäß Anleitung und entferne dann diesen Hinweis.
4. 1 2  Počet obyvateľov podľa pohlavia - obce (ročne) [om7101rr_obce=AREAS_SK]. Statistical Office of the Slovak Republic, 31. März 2025, abgerufen am 31. März 2025 (slowakisch).